# Taeniapion delicatulum
Espèce
Taeniapion delicatulum est une espèce de Coléoptères de la famille des Apionidae.

## Description
Taeniapion delicatulum diffère de Taeniapion atlanticum par une trompe plus courbée, des élytres plus larges et un peu plus fortement arrondis sur les côtés et par une trompe plus épaisse et non brillante chez le mâle.

## Répartition
Taeniapion delicatulum est présent dans les îles Canaries et à Madère, à une faible altitude.

## Plantes hôtes
L'insecte consomme les plantes des espèces Forsskaolea angustifolia, Gesnouinia filamentosa (sv) et Urtica morifolia.

## Classification
Le nom valide complet (avec auteur) de ce taxon est Taeniapion delicatulum (Wollaston, 1857), publié en 1990 par l'entomologiste espagnol Miguel Ángel Alonso-Zarazaga (d). L'espèce a été initialement classée dans le genre Apion sous le protonyme Apion delicatulum Wollaston, 1857,.
Taeniapion delicatulum a pour synonymes :
- Apion delicatulum Wollaston, 1857
- Apion diverserostratum Uyttenboogaart, 1935
- Apion fasciatum Desbrochers, 1891

## Publication originale
- (en) T. Vernon Wollaston, Catalogue of the coleopterous insects of Madeira, in the collection of the British museum, Londres, 1857, 274 p. (OCLC 4648332, LCCN 06022446, DOI 10.5962/BHL.TITLE.9900, lire en ligne).